# Ryszard Konkolewski
Ryszard Konkolewski (Krzęcin, Pomerània Occidental, 20 de maig de 1952) va ser un ciclista polonès que va córrer com amateur. Es dedicà principalment al ciclisme en pista. El seu principal èxit fou la medalla de bronze al Campionat del món en pista de tàndem de 1981, fent parella amb Zbigniew Płatek